# Abdoul Razak Issoufou
Abdoul Razak Issoufou (n. 26 decembrie 1994, Niamey, Niger) este un taekwondist ce a reprezentat Niger, medaliat olimpic. A participat la două ediții ale Jocurilor Olimpice (2016, 2020) în care a câștigat o medalie de argint.